# Agression de Paul Pelosi
 (septembre 2023).
Le contenu est difficilement compréhensible vu les erreurs de traduction, qui sont peut-être dues à l'utilisation d'un logiciel de traduction automatique.
Une agression contre Paul Pelosi survient le 28 octobre 2022 lorsque Paul Pelosi, le mari de la présidente américaine de la Chambre des représentants Nancy Pelosi, est attaqué par un assaillant avec un marteau au domicile du couple, dans le quartier Pacific Heights de San Francisco, en Californie. Paul Pelosi est grièvement blessé,.
La police arrête sur place David DePape, un homme de Berkeley âgé de 42 ans. Celui-ci suit des publications sur les réseaux sociaux approuvant des théories du complot telles que QAnon et affirmant que l'élection présidentielle américaine de 2020 a été volée.

## Contexte
En 2021, lors de l'attaque du Capitole du 6 janvier, la présidente Nancy Pelosi est prise pour cible par des assaillants qui saccagent son bureau. 
En 2022, les menaces de violence contre les politiciens et les législateurs américains augmentent rapidement. La police du Capitole des États-Unis signale 9 625 menaces et indications d'intérêt (concernant des actions ou des déclarations) en 2021, contre 3 939 en 2017.

## Incident
[style à revoir]
Lorsque l'effraction a commencé, Paul Pelosi a dit à l'intrus qu'il devait utiliser la salle de bain, puis il a passé un appel secret au 9-1-1 sur son téléphone portable et a laissé la ligne ouverte,,.
À 2 h 27 HAP, le San Francisco Police Department a répondu à une effraction à la résidence de Pelosi. L'agresseur a attrapé un marteau devant la police et a attaqué Paul Pelosi, 82 ans. Il aurait crié : « Où est Nancy ?, où est Nancy ? ». À la suite de l'attaque, Paul Pelosi a subi une chirurgie du crâne au Zuckerberg San Francisco General Hospital,, où il a également reçu un traitement pour des « blessures graves » au bras et aux mains.
Nancy Pelosi était à Washington, DC au moment de l'attaque.

## Enquête
Le FBI , le San Francisco Police Department, la police du Capitole des États-Unis et les bureaux du procureur américain et du procureur du district de San Francisco sont impliqués dans l'enquête sur l'attaque. Le principal suspect est David Wayne DePape, qui a été confirmé par un porte-parole de Nancy Pelosi comme étant en garde à vue.

## Accusé
David Wayne DePape, un résident de 42 ans de la ville voisine de Berkeley, a été placé en garde à vue et incarcéré pour suspicion de tentative d'homicide, agression avec une arme mortelle, maltraitance des personnes âgées et cambriolage. DePape a vécu en Colombie-Britannique, au Canada, avant de déménager aux États-Unis. Selon deux de ses proches, DePape était séparé de sa famille. Les personnes qui connaissaient DePape il y a huit ou neuf ans ont déclaré qu'il vivait dans une unité de stockage à Berkeley, vendait des bracelets en chanvre et avait des problèmes de drogue. Des années avant l'attaque, DePape s'est inscrit comme membre du Parti vert et était nudiste ce qui a contrarié les démocrates locaux. À un moment donné, il a vécu avec Gypsy Taub (en), qui était connu pour promouvoir les théories du complot sur le 11 septembre à la télévision alors qu'il était nu.
En 2021, DePape a publié sur sa page Facebook plusieurs liens vers des vidéos du PDG de MyPillow, Mike Lindell (en), qui affirmaient à tort que l'élection présidentielle américaine de 2020 avait été volée. Il a également lié à une vidéo intitulée « La Commission démocrate FARCE pour enquêter sur l'effondrement de l'émeute du Capitole du 6 janvier au Congrès !!! » et du contenu affirmant que les vaccins contre la Covid-19 étaient mortels. Avant l'attaque, il a promu QAnon et d'autres théories du complot d'extrême droite sur son blog WordPress.com, où il a également attaqué « les élites/la classe dirigeante », « les immigrés, les personnes de couleur, les femmes, les LGBTQ et les musulmans ». DePape a publié des articles avec des titres tels que « La science vaudou communiste », « Les féministes sont possédés » et « Les woke sont des racistes avec une mauvaise conscience ». DePape a également promu des théories du complot antisémites, telles que l'accusation d'avoir orchestré l'invasion russe de l'Ukraine au début de cette année afin de s'enrichir et de prendre le contrôle de la terre ukrainienne. DePape a crédité Gamergate, Jordan Peterson et James A. Lindsay pour son intérêt pour la politique de droite. Le dernier message de DePape, publié un jour avant l'attaque, était intitulé « Pourquoi les collèges deviennent des cultes ».

## Réactions
Le président Joe Biden a exprimé son soutien à la famille Pelosi. Le gouverneur de Californie, Gavin Newsom, a déclaré que « l'attaque odieuse » contre Pelosi était « encore un autre exemple des conséquences dangereuses de la rhétorique de division et de haine qui met des vies en danger et sape notre démocratie même ». La maire de San Francisco, London Breed, a qualifié l'attaque d'« incident horrible et effrayant », offrant son soutien à la famille de Pelosi et remerciant les premiers intervenants.
Le gouverneur de Virginie, Glenn Youngkin, a déclaré : « Il n'y a de place pour la violence nulle part, mais nous allons renvoyer Nancy Pelosi pour être avec lui en Californie », une remarque qui a suscité la controverse. Le sénateur du Kentucky, Rand Paul, a tweeté : « Personne ne mérite d'être agressé. Contrairement à la fille de Nancy Pelosi (Christine Pelosi (en)) qui a célébré mon agression, je condamne cette attaque et souhaite à M. Pelosi un prompt rétablissement ». Paul faisait référence au moment où il a été agressé par son voisin en 2017 et au tweet de Christine Pelosi à ce sujet qui disait « le voisin de Rand Paul avait raison ».
Donald Trump Jr a répondu à un tweet se moquant de Pelosi à propos d'un "costume" d'Halloween composé d'un simple marteau et d'une paire de slips blancs moulants.